# Focheto
Focheto es un despoblado aragonés situado al oeste del término municipal de Salvatierra de Esca, comarca de Jacetania en la provincia de Zaragoza.

## Historia
Según Agustín Ubieto Arteta, la primera referencia al pueblo es en 1028, recogida en la obra de Antonio Ubieto Arteta Cartulario de San Juan de la Peña, I (en Textos Medievales, 6, Valencia, 1962), y documenta las variantes Focheto y Foclieto.